# 韓妮·延森
韓妮·延森（丹麥語：Hanne Jensen，1935年—），婚後名韓妮·阿爾布雷切森（Hanne Albrechtsen），是一名已退役丹麥女子羽球運動員。
韓妮·延森在1954年獲得兩次全國青少年女子單打冠軍後，贏得荷蘭羽球公開賽女子單打冠軍及雙打冠軍（搭檔為安妮麗絲·韓森。她後來又在德國羽球公開賽、法國羽球公開賽和瑞典羽球公開賽獲勝，也取得了其他國際勝利。她曾四次贏得丹麥全國冠軍爭奪戰。
韓妮·延森代表丹麥參加1960年優霸盃，在對陣美國的決賽中，她同時出賽單打與雙打。在單打比賽中她以8:11、6:11輸給瑪格麗特·華納；在與克絲汀·桑代爾搭檔的雙打比賽中她們先以17:14、15:5擊敗瑪格麗特·華納/桃樂絲·歐尼爾組合，再以15:5、6:15、16:18輸給茱蒂·德夫林/蘇珊·德夫林姐妹；最後丹麥隊以2-5敗北而獲得亞軍。